# Creu de terme de Santa Anna
La Creu de terme de Santa Anna és una creu terme situada a la placeta de Ramon Amadeu de Barcelona, davant de l'església de Santa Anna. És una rèplica de la Creu de terme d'Almatret.

## Història
La creu original estava situada a la plaça Major del poble d'Almatret (Segrià). A l'inici de la Guerra Civil espanyola, l'escultor Apel·les Fenosa la va desmuntar per protegir-la i la va dipositar al Monestir de Sant Cugat. Amb els anys va quedar en l'oblit l'origen de la creu, i el rector de Santa Anna la va reclamar per col·locar-la al costat de l'església, on es va inaugurar el 9 d'abril de 1944.
L'any 2000 la creu es trencà per un acte vandàlic. En el judici que va tenir lloc el 2005 entre els vàndals i l'església, i que va guanyar aquesta, es va descobrir l'origen de la creu i Almatret va reclamar el seu retorn. El monument es va reparar i es va tornar a Almatret el 20 de desembre de 2020. Al pati de Santa Anna s'hi col·locà una rèplica.

## Descripció
És una creu renaixentista, amb les figures de Crist, santa Bàrbara, sant Pere, sant Pau, sant Joan Evangelista, sant Roc, sant Jaume, sant Isidre i santa Cecília.